# Познанское воеводство (Королевство Польское)
Познанское воеводство (лат. Palatinatus Posnaniensis, пол. Województwo poznańskie) — административно-территориальная единица Королевства Польского и Речи Посполитой. Существовало в 1314—1793 годах.
Познанское воеводство было создано на основе земель Великопольского княжества. В 1314 году польский король Владислав I Локетек включил Познань в состав королевских владений. Входило в состав Великопольской провинции и принадлежало к региону Великопольша. Находилось в западной части Речи Посполитой, на западе Великой Польши. Центр воеводства — город Познань. Воеводство управлялось воеводами познанскими. Сеймик воеводства собирался в город Сьрода-Велькопольска.
Познанское воеводство в сенате Речи Посполитой представляли 9 сенаторов (епископ, воевода и каштелян познанские, каштеляны мендзыжецкий, рогозновский, сьремский, пржемецкий, кшивиньский, сантоцкий). Состояло из 4 поветов. В 1791 году площадь воеводства составляла 16 166,72 км², по переписи 1790 года численность населения — 297 292 чел.
В 1793 году в результате Второго раздела Речи Посполитой Познанское воеводство было ликвидировано и аннексировано Прусским королевством. Территория воеводства вошла в состав прусской провинции Южная Пруссия.

## Административное устройство
- Валецкий повят — Валч
- Всховский повят — Всхова
- Косьцянский повят — Косьцян
- Познанский повят — Познань